# 渡部美代子
渡部 美代子（わたなべ みよこ、1977年12月4日 - ）は、秋田県八郎潟町出身の元バスケットボール選手である。ニックネームは「アキ」。ポジションはシューティングガード。三井生命ファルコンズで活躍していた。

## 来歴
八郎潟町立八郎潟中学校から秋田県立湯沢北高等学校を経て、三井生命ファルコンズに入社し、1996年～1998年まで選手として在籍した。

## 経歴
- 八郎潟中学校 - 全国大会準優勝
- 湯沢北高校 - インターハイベスト8、国体3位、ウィンターカップベスト8
- 三井生命 - '96さざなみスプリングカップ3Pコンテスト優勝[2]